# إيفان إيستمان
إيفان إيستمان (بالإنجليزية: Ivan Eastman)‏ هو لاعب رماية أمريكي، ولد في 1 أبريل 1884 في Wisterman, Ohio ‏ في الولايات المتحدة، وتوفي في 28 فبراير 1949 في واوسون في الولايات المتحدة.

## وصلات خارجية
- إيفان إيستمان على موقع أوليمبيديا (الإنجليزية)